# Carlos A. Carrillo (Veracruz)
Carlos A. Carrillo es una localidad del estado mexicano de Veracruz. Es cabecera del municipio de Carlos A. Carrillo. La localidad fue nombrada en honor al pedagogo veracruzano Carlos A. Carrillo.

## Demografía
| Censo | Población |
| ----- | --------- |
| 1900  | 520       |
| 1910  | 850       |
| 1921  | 681       |
| 1930  | 2 555     |
| 1940  | 511       |
| 1950  | 5 432     |
| 1960  | 8 657     |
| 1970  | 12 579    |
| 1980  | 12 211    |
| 1990  | 19 221    |
| 1995  | 19 135    |
| 2000  | 17 608    |
| 2005  | 17 449    |
| 2010  | 17 989    |
| 2020  | 17 919    |